# Frauen im Metropol
Personnages
- Otto Lauschke
- Jutta
- Liselotte
- Peter Hermann
- Monika
- Anton Hochleitner
- Angela Manzoni
- Harald Rodenberg
- Alwin Brandt
- Fritzi
- A. Pollow
- Lia, manucure
- Une artiste
- Un Schutzmann

Airs
- Ich träume von Liebe (tango)
- Heute Abend bin ich frei! (slow fox)
- Wenn man 'neinkommt in' Himmel (Wiener Lied)
- Was macht ein Mann nicht alles? (slow fox)
- Wir sind füreinander geboren (tango)
- Komm doch in meine Arme! (duo)
- Wir tanzen durchs Leben!

Frauen im Metropol (en français, Femmes dans la métropole) est un opérette de Ludwig Schmidseder sur un livret de Heinz Hentschke et des paroles de Günther Schwenn.

## Argument
L'opérette se déroule dans différents lieux de Berlin dans les années 1930. Les dix tableaux sont :
1. Das Spiel kann beginnen
2. Der Zirkus kommt!
3. Im Park von Sanssouci
4. Alwin Brandt – stadtbekannt!
5. Atelierfest bei Angela Manzoni
6. Hotel der Welt
7. Der Wiener Himmel
8. Lauschkes Wohnwagen
9. Im Metropol-Theater
10. Großes Finale.

## Orchestration
| Instrumentation de Frauen im Metropol |
| Bois                                  |
| 1 hautbois, 4 saxophones, bandonéon   |
| Cuivres                               |
| 3 trompettes, 2 trombones             |
| Percussions                           |
| Instrument à cordes frottées          |
| 4 violons                             |
| Instrument à cordes pincées           |
| 1 harpe, 1 guitare                    |
| Instrument à cordes frappées          |
| 1 piano                               |
| Orchestre de scène                    |
| 1 violon, 1 guitare, 1 harmonica      |

## Histoire
Lors de la première au Metropol-Theater, Elfie Mayerhofer joue Jutta et Kurt Seifert Otto Lauschke, Rudi Godden est Peter Hermann et Gretl Schörg interprète Fritzi. Le chef d'orchestre est Werner Schmidt-Boelcke.

## Source de la traduction
- (de) Cet article est partiellement ou en totalité issu de l’article de Wikipédia en allemand intitulé « Frauen im Metropol » (voir la liste des auteurs).